# سابين جينثر
سابين جينثر (بالألمانية: Sabine Ginther)‏ (و. 1970  م) هي متزحلقة نمساوية.

## روابط خارجية
- سابين جينثر على موقع الاتحاد الدولي للتزلج (التزلج على المنحدرات الثلجية) (الإنجليزية)
- سابين جينثر على موقع أوليمبيديا (الإنجليزية)